# Britta Heidemannová
Britta Heidemannová (* 22. prosince 1982 Kolín nad Rýnem, Německo) je bývalá německá sportovní šermířka, která se specializovala na šerm kordem.
Německo reprezentovala v prvním a druhém desetiletí jednadvacátého století. Na olympijských hrách startovala v roce 2004, 2008 a 2012 v soutěži jednotlivkyň a družstev. V soutěži jednotlivkyň získala na olympijských hrách jednu zlatou (2008) a jednu stříbrnou (LOH 2012 po skandálu v semifinále kde postoupila i přes to že rozhodující zásah prodloužení přišel po uplynutí času a postoupit měla soupeřka ) olympijskou medaili. V roce 2007 získala titul mistryně světa a v roce 2009 titul mistryně Evropy v soutěži jednotlivkyň. S německým družstvem kordistek vybojovala na olympijských hrách 2004 stříbrnou olympijskou medaili. S družstvem kordistek dále vybojovala v roce 2003 a 2010 druhé místo na mistrovství světa a v roce 2008 druhé místo na mistrovství Evropy.